# Tony Esposito (hockeista su ghiaccio)
Anthony James Esposito detto Tony (Sault Sainte Marie, 23 aprile 1943 – 10 agosto 2021) è stato un hockeista su ghiaccio e dirigente sportivo canadese naturalizzato statunitense il cui ruolo era quello di portiere. Considerato il perfezionatore del cosiddetto butterfly-style, Tony è il fratello minore di Phil, il quale giocava come centro. Entrambi i fratelli entrarono a far parte della Hockey Hall of Fame.

## Carriera

### Club
Esposito crebbe a Sault Ste. Marie insieme a suo fratello, anch'egli futura stella della NHL Phil Esposito. Tony giocò con successo in NCAA presso la Michigan Tech fino al 1967. Esposito nella stagione 1967-68 diventò professionista indossando la maglia dei Vancouver Canucks, quando ancora militavano nella Western Hockey League, mentre l'anno successivo giocò con gli Houston Apollos nella Central Hockey League.
Esordì in NHL con la maglia dei Montréal Canadiens nella stagione 1968-1969. La sua prima gara in assoluto fu quella contro gli Oakland Seals, subentrando per 26 minuti a Rogie Vachon. La prima gara come portiere titolare giunse invece contro i Boston Bruins, guidati allora da suo fratello Phil. Quell'anno Esposito giocò 13 partite approfittando degli infortuni degli altri due portieri, Gump Worsley e Vachon. Worsley si infortunò nuovamente nel corso dei playoff, e così Esposito fu richiamato dalle minors per affiancare Vachon fino alla conquista in finale della Stanley Cup. Dato il numero di portieri già presenti in rosa i Canadiens al termine della stagione svincolarono Esposito, libero così di essere chiamato da un'altra franchigia.
Nella stagione 1969-70 fu chiamato dai Chicago Black Hawks. Esposito ebbe una straordinaria stagione d'esordio, totalizzando una media di gol subiti a gara di 2.15 e ottenendo ben 15 shutout, grazie ai quali riuscì a vincere il Calder Trophy come miglior rookie della lega. Al termine dell'anno vinse inoltre il suo primo Vezina Trophy ed entrò nel First All-Star team. L'anno successivo si dimostrò ancora uno dei più forti portieri della lega, conquistando con Chicago il primo titolo nella West Division. I Black Hawks giunsero fino alla finale della Stanley Cup, per poi essere sconfitti per 4-3 da Montreal. Nel 1972 stabilì un nuovo primato personale con solo 1.77 gol concessi a gara e condivise il Vezina Trophy insieme al secondo portiere Gary Smith.
Nonostante l'addio di Bobby Hull, Esposito e gli Hawks guidarono la loro Division anche nella stagione 1972-73, ma persero ancora una volta la Stanley Cup in sei gare contro Montreal. Toy nella stagione 1973-1974 totalizzò 10 shutout e con una media di 2.04 gol a gara vinse il terzo Vezina in carriera condividendolo con il portiere dei Philadelphia Flyers Bernie Parent. I Black Hawks nelle stagioni successive non riuscirono più a ripetere le stesse prestazioni di quegli anni, nonostante Esposito rimase uno dei migliori portieri della NHL. Al termine del campionato 1979-80 Esposito riuscì per la terza volta in carriera ad entrare a far parte del First All-Star team. Tony restò per tutta la carriera a Chicago, ritirandosi poi al termine della stagione 1983-84.

### Nazionale
Esposito esordì con la nazionale canadese giocando quattro delle otto partite della Summit Series del 1972 contro l'Unione Sovietica. Egli si alternò al portiere dei Canadiens Ken Dryden. Egli prese parte nel 1977 anche al campionato mondiale collezionando nove presenze. Nel 1981 assunse la cittadinanza statunitense e difese i pali della nazionale a stelle e strisce nella Canada Cup dello stesso anno.

### Dopo il ritiro
Tony Esposito entrò a far parte della Hockey Hall of Fame nel 1988. Il suo numero 35 fu ritirato dai Chicago Blackhawks. Esposito fu il primo portiere della NHL a vestire ufficialmente il numero 35, divenuto con gli anni uno dei più comuni per i portieri; gli venne assegnato durante il training camp del 1969 con i Chicago Black Hawks, dato che i numeri tradizionali da 1 a 30 erano già stati assegnati. Dopo aver ottenuto uno shutout nella prima amichevole Tony scelse di tenere quel numero di maglia per il resto della propria carriera.
Una volta ritirato dal 1988 al 1989 Esposito svolse il ruolo di General manager dei Pittsburgh Penguins, assumendo l'ex-compagno di squadra Gene Ubriaco come nuovo allenatore. Nella prima stagione i Penguins conquistarono dopo un lungo digiuno la qualificazione ai playoff, tuttavia dopo una brutta partienza di stagione nel dicembre del 1989 lasciò il proprio incarico. Nel 1991 insieme al fratello Phil favorì la nascita dei Tampa Bay Lightning, divenendo capo degli scout. Entrambi i fratelli furono poi licenziati nel 1998.

## Palmarès

### Club
- Stanley Cup: 1

Montreal: 1968-1969

### Nazionale
- Summit Series: 1

1972

### Individuale
- Hockey Hall of Fame: 1

1988
- Calder Memorial Trophy: 1

1969-1970
- Vezina Trophy: 3

1969-1970, 1971-1972, 1973-1974
- NHL First All-Star Team: 3

1969-1970, 1971-1972, 1979-1980
- NHL Second All-Star Team: 2

1972-1973, 1973-1974
- NHL All-Star Game: 6

1970, 1971, 1972, 1973, 1974, 1980